# Empis maerens
Empis maerens är en tvåvingeart som beskrevs av Friedrich Hermann Loew 1867. Empis maerens ingår i släktet Empis och familjen dansflugor. Inga underarter finns listade i Catalogue of Life.